# Herculis 2020
L'Herculis 2020 è stato la 34ª edizione del meeting di atletica leggera che si disputa con cadenza annuale a Fontvieille, quartiere del Principato di Monaco. Lo stadio all'interno del quale si è svolta la manifestazione è stato come sempre il Louis II; le gare hanno avuto inizio il 14 agosto 2020. Il meeting è stato inoltre la terza tappa del circuito Diamond League 2020.

## Risultati
Di seguito i primi tre classificati di ogni specialità.

### Uomini
| Specialità       |                     | Prestazione | 2º classificato       | Prestazione | 3º classificato    | Prestazione |
| 200 metri        | Noah Lyles          | 19"76       | Josephus Lyles        | 20"30       | Deniz Almas        | 20"64       |
| 800 metri        | Donavan Brazier     | 1'43"15     | Bryce Hoppel          | 1'43"23     | Marco Arop         | 1'44"14     |
| 1500 metri       | Timothy Cheruiyot   | 3'28"45     | Jakob Ingebrigtsen    | 3'28"68     | Jake Wightman      | 3'29"47     |
| 5000 metri       | Joshua Cheptegei    | 12'35"36    | Nicholas Kimeli       | 12'51"78    | Jacob Krop         | 13'11"32    |
| 110 m ostacoli   | Orlando Ortega      | 13"11       | Andrew Pozzi          | 13"14       | Wilhem Belocian    | 13"18       |
| 400 m ostacoli   | Karsten Warholm     | 47"10       | Yasmani Copello       | 49"04       | Rasmus Mägi        | 49"23       |
| 3000 metri siepi | Soufiane El Bakkali | 8'08"04     | Leonard Kipkemoi Bett | 8'08"78     | Djilali Bedrani    | 8'13"43     |
| Salto con l'asta | Armand Duplantis    | 6.00 m      | Ben Broeders          | 5.70 m      | Ernest John Obiena | 5.70 m      |

     Prestazione che stabilisce il nuovo record del meeting.

### Donne
| Specialità    |                    | Prestazione | 2º classificato   | Prestazione | 3º classificato   | Prestazione |
| 100 metri     | Ajla Del Ponte     | 11"16       | Aleia Hobbs       | 11"28       | Gina Lückenkemper | 11"31       |
| 400 metri     | Lynna Irby         | 50"50       | Wadeline Jonathas | 51"40       | Femke Bol         | 51"57       |
| 1000 metri    | Faith Kipyegon     | 2'29"15     | Laura Muir        | 2'30"82     | Ciara Mageean     | 2'31"06     |
| 5000 metri    | Hellen Obiri       | 14'22"12    | Letesenbet Gidey  | 14'26"57    | Laura Weightman   | 14'35"44    |
| Salto in alto | Jaroslava Mahučich | 1.98 m      | Julija Levčenko   | 1.98 m      | Jeanelle Scheper  | 1.88 m      |
| Salto triplo  | Yulimar Rojas      | 14.27 m     | Gabriela Petrova  | 14.18 m     | Patrícia Mamona   | 14.08 m     |

     Prestazione che stabilisce il nuovo record del meeting.